# Суленцин
Суленцин (Сулєнцін, пол. Sulęcin, нім. Zielenzig) — місто в західній Польщі.
Адміністративний центр Суленцінського повіту Любуського воєводства.

## Демографія
Демографічна структура станом на 31 березня 2011 року:
|          | Загалом | Допрацездатний вік | Працездатний вік | Постпрацездатний вік |
| -------- | ------- | ------------------ | ---------------- | -------------------- |
| Чоловіки | 4958    | 964                | 3555             | 439                  |
| Жінки    | 5290    | 932                | 3183             | 1175                 |
| Разом    | 10248   | 1896               | 6738             | 1614                 |